# Juan de Robles (retórico)
Juan de Robles (San Juan del Puerto, 1575 - Sevilla, 1649), escritor, humanista, ortógrafo y folclorista español.

## Biografía
Fue condiscípulo y amigo de Rodrigo Caro. Dejó a su muerte dos grandes diálogos manuscritos autógrafos que se conservan en la Biblioteca Colombina de Sevilla: El Culto sevillano (1631), del que hay edición moderna, y Las tardes del Alcázar (1636), con los mismos interlocutores. Desde el punto de vista literario, su obra más importante es El Culto sevillano (1631), una retórica que recoge una extensa colección de cuentos, algunos tradicionales y folclóricos, y un tratado de ortografía. También son de interés las noticias y anécdotas sobre la Sevilla de finales del XVI y principios del XVII y las diversas poesías incluidas en la obra. Se inspira en las preceptivas retóricas de Baltasar de Céspedes y Fernando de Herrera y lleva aprobaciones de Francisco de Quevedo y de fray Juan Ponce de León. El segundo diálogo, aunque incluye preceptos de doctrina política, el lector moderno se interesa más por los numerosos cuentecillos y facecias que incluye.

## Obras
- El Culto sevillano, ed. Alejandro Gómez Camacho, Sevilla, Universidad de Sevilla, 1992.
- Las tardes del Alcázar (1636).